# Indiana Jones i ukleti hram
Indiana Jones i ukleti hram (eng. Indiana Jones and the Temple of Doom) je pustolovni film  Stevena Spielberga iz 1984. s  Harrisonom Fordom u ulozi naslovnog junaka.
Kao i film Otimači izgubljenog kovčega, temeljen je na originalnoj priči  Georgea Lucasa. Mnogi članovi originalne ekipe su se pojavili i na ovom filmu, uključujući snimatelja Douglasa Slocombea, montažera Michaela Kahna i skladatelja  Johna Williamsa. Uz Forda, u glavnim ulogama su se pojavili Kate Chapshaw, koja je glumila Wilhelminu 'Willie' Scott (druga glavna ženska uloga nakon Karen Allen u ulozi Marion Ravenwood, u Otimačima izgubljenog kovčega), i Jonathan Ke Quan u ulozi Jonesova 11-godišnjeg potrčka Kratkog. Film je dobitnik Oscara za najbolje vizualne efekte.
Uz teme kao što su dječje ropstvo i destruktivni kultovski rituali, film je snimljen u mračnijem tonu nego prethodnik. Originalni naslov filma bio je "Indiana Jones i hram smrti".

## Radnja
Smješten u 1935., godinu dana prije Otimača izgubljenog kovčega, film počinje s Indianom Jonesom u šangajskom noćnom klubu zvanom Obi-Wan (očita asocijacija), gdje pokušava prodati ostatak Nurhacija za veliki dijamant gangsteru Lao Cheu. nakon što posao propada, a Indyjev prijatelj Wu Han biva ubijen u obračunu koji je uslijedio, Indy i mlada pjevačica iz kluba, Wilhelmina "Willie" Scott, uspijevaju pobjeći kriminalcima u autu koje vozi dječak zvan Kratki, Indyjev prijatelj. Ukracavaju se na teretni avion ne znajući da je njegov vlasnik Lao Che. Dok Indy, Willy i Kratki drijemaju tijekom leta, piloti izbacuju gorivo i iskaču iz aviona s padobranom. Indy, Willie i Kratki iskaču iz aviona u čamcu za napuhavanje.
Nakon pogibeljne vožnje niz Himalaje i uzburkanu rijeku, trojac konačno stiže u zabačeno selo u  Indiji. Siromašni seljani zatraže njihovu pomoć u potrazi za svetim kamenom Sankara, kao i za otetom djecom, koja se nalaze u obližnjoj palači Pankot.
Isprva se palača Pankot čini dosta normalnom; stanovnici palače se uvrijede nakon pitanja o tvrdnjama seljaka. Kasnije te noći, Indyja napada ubojica, nakon čega otkriva tajna vrata. On, Willie i Kratki prolaze kroz tajni prolaz i otkrivaju ogromni podzemni hram ispod palače, gdje Tagiji drže kamen iz sela i još njih dva. Zli kult štuje božicu Kali ljudskom žrtvom, dok Tagiji prisiljavaju djecu iz sela da kopaju u potrazi za dva preostala kamena Sankare koja su nestala u rudnicima palače. Njihov vođa Mola Ram nada se da će upotrijebiti moć pet ujedinjenih kamena Sankare kako bi zavladao svijetom.
Indyja, Willie i Kratkog zaorbljavaju Tagiji te ih razdvajaju. Indy se pridružuje Tagijima nakon što su ga prisilili da popije "krv Kali Ma", napitak kojim se kontroliraju misli koji baca onoga tko ga popije u "crni Kalin san". Willie je zarobljena kao ljudska žrtva, a Kratkog bacaju u rudnik s ostalom djecom iz sela kao roba. Međutim, Kratki razbije svoje lance i pobjegne natrag u hram, gdje Willie spuštaju u jamu ispunjenu užarenom lavom. Pomaže Indyju da se pribere udarivši ga bakljom. Iako Mola Ram uspijeva pobjeći kroz skrivena vrata, Indy i Kratki spašavaju Willie, uzimaju tri kamena Sankare i oslobađaju djecu iz sela. U borbi tijekom bijega iz dvorca, trojac uskače u kolica u rudniku, a čuvari kreću za njima. U jurnjavi, Kratki umalo upada u lavu, a jedan Tagi skače na njihova kolica. Willie ga neočekivano udara i baca ga natrag na prugu. Drugo vozilo nalijeće na njegovo tijelo i iskače s pruge.
U međuvremenu, Mola Ram i ostali urušavaju vodenu branu, izlijevajući vodu u tunele kako bi utopili troje junaka. Nakon što je Indy zaustavio kolica, izbjegavaju jureću vodu istrčavši van - samo kako bi se našli na rubu strmog kanjona. Pokušavaju ga prijeći preko visećeg mosta, ali upadaju u zamku jer se Tagiji nalaze s obje strane. Povukavši očajnički potez, Indy došapće svojim prijateljima da se drže na  kineskom. Uzima mač kako bi prepolovio most, poslavši većinu Tagija u rijeku s krokodilima.
Mola Ram i nekoliko njegovih sluga se uspijevaju uhvatiti za stranu na kojoj se nalazi i Indy. Počne se tući s Indyjem za kamenja, ali ovaj zazove njihovu magiju čime izaziva urušavanje kamenja koja šalju opakog svećenika u rijeku gdje ga dočekuju krokodili. U tom trenutku se pojavljuju  britanske trupe kako bi svladali preostale Tagije. Junaci se trijumfalno vraćaju u selo s drugim svetim kamenom i njihovom djecom.

## Produkcija
Steven Spielberg i George Lucas htjeli su da nastavak  Otimača izgubljenog kovčega bude mnogo mračniji, zbog njihovih privatnih raspoloženja povodom prekida veze i razvoda koje su obojica prošla. Lucas je radnju filma smjestio prije one iz originala jer nije htio da  nacisti opet budu negativci.
Snimanje je počelo na  Šri Lanci. Harrison Ford ozlijedio je leđa dok je jahao slonove, pa je kaskader Vic Armstrong proveo pet tjedana kao zamjena u raznim kadrovima. Produkcija se većinom odvijala u studijima Elstree te zauzela osam od devet ondašnjih hangara. Pomoćna ekipa provela je šest dana snimajući dijelove auto potjere iz Šangaja u Macauu, dok je producent Frank Marshall predvodio drugu pomoćnu ekipu na  Floridi koja je koristila aligatore kao zamjenu za močvarne krokodile. Dodatna snimanja obavljena su u Mammoth Mountainu i na rijeci Tuolumne za potrebe rafterske scene. Ford je opet pretrpio ozljedu leđa za vrijeme snimanja u Elstreeju pa je poslan u bolnicu u Los Angelesu. Bez obzira na sve, Spielberg je dovršio film pet dana prije zadanog roka s budžetom od oko 28 milijuna dolara.

## Reakcije
Ukleti hram zaradio je 180 milijuna dolara (30 manje od Otimača), postavši treći najveći hit 1984. (uz  Istjerivače duhova i  Policajca s Beverly Hillsa). Film je zaradio podijeljene kritike.
Prikaz Indijaca prouzročio je neke kontroverze u  Indiji pa je film privremeno bio zabranjen u toj zemlji.

## Glumci
| Glumac             | Uloga            |
| ------------------ | ---------------- |
| Harrison Ford      | Indiana Jones    |
| Kate Capshaw       | Willie Scott     |
| Jonathan Ke Quan   | Kratki           |
| Amrish Puri        | Mola Ram         |
| Roshan Seth        | Chattar Lal      |
| Philip Stone       | Satnik Blumburtt |
| Roy Chiao          | Lao Che          |
| David Yip          | Wu Han           |
| Ric Young          | Kao Kan          |
| Chua Kah Joo       | Chen             |
| Rex Ngui           | Maitre d'        |
| Philip Tan         | Glavni ubojica   |
| Dan Aykroyd        | Weber            |
| Dr. Akio Mitamura  | Kineski pilot    |
| Michael Yama       | Kineski kopilot  |
| D.R. Nanayakkara   | Šaman            |
| Dharmadasa Kuruppu | Poglavica        |
| Stany De Silva     | Sajnu            |

## Vanjske poveznice
- Ukleti hram na IndianaJones.com
- Indiana Jones i ukleti hram u internetskoj bazi filmova IMDb-a
- Indiana Jones i ukleti hram na Rotten Tomatoes
- Ukleti hram na The Indiana Jones Wiki